# Saint-Martin-des-Bois

Saint-Martin-des-Bois este o comună în departamentul Loir-et-Cher, Franța. În 1 ianuarie 2022 avea o populație de 587 de locuitori.